# Финифть
Фини́фть (др.-рус. финиптъ, химипетъ, из ср.-греч. χυμευτόν, то же от χυμεύω — «смешиваю») — русское название разновидности декоративно-прикладного искусства, основанного на технике росписи эмалью — тонким слоем стекловидного покрытия металлической основы с последующим обжигом. Эмалевые краски обладают высокой прочностью, долговечностью, особенной яркостью и насыщенностью цвета, не ослабевающих со временем, и устойчивостью к агрессивным средам.
Эмаль приобретает нужный цвет после обжига, так как в покрытии используются соли металлов, при этом связующим веществом являются силикаты. Например, добавки золота придают стекловидной массе рубиновый цвет, кобальта — синий цвет, а меди — зелёный. При решении специфических живописных задач яркость эмали может приглушаться специальными добавками.

## Используемые материалы
- Медь — используется в качестве основы. Особое внимание уделяется состоянию поверхности. Она должна быть без грубых рисок и вмятин. Также не должно быть фольгированных отслоений. Оптимальная толщина 0,35 мм. Медь — металл красного цвета. Мягкий, пластичный, вязкий, легко поддаётся волочению, прокатке, штамповке, ковке и чеканке. Хорошо полируется, но быстро тускнеет. В присутствии влаги и СО2 на поверхности металла образуется зелёная плёнка.
- Латунь — сплав меди с цинком (может содержать до 50 % цинка), иногда с добавками свинца, олова, железа, никеля и других элементов. Латунь имеет холодно-жёлтый цвет. При добавлении в медь 15 % цинка и 0,5 % алюминия получается алюминиевая латунь, напоминающая золото. Используется для изготовления знаков отличия и ювелирных изделий.
- Томпак — разновидность латуни с добавлением в медь цинка в пределах 3—12 %. Хорошо подходит для прозрачных эмалей, так как после их наплавки остаётся внутренний блеск.
- Эмаль ювелирная — представляет собой тонкое стекловидное покрытие, прозрачное или непрозрачное (опаковое), поверхности металла, получаемое высокотемпературной обработкой. Используется для декоративного покрытия изделий из золота, серебра, меди и медных сплавов. Температура наплавления эмалей на металл в зависимости от наплавляемой эмали варьирует в пределах 750—790 °C.
- Огнеупорные краски — стойкие декоративные надглазурные краски для эмали, не требующие специального покрытия. Обжиг при температуре от 700 до 750 °C. Краски, имеющие нижний температурный порог при обжиге 700 °C и ниже, могут при обычном обжиге терять свой цвет (особенно мак, каштан). Использовать такие краски можно в последних и предпоследних обжигах.

## Разновидности финифти

### Вологодская финифть
Вологодская (усольская) финифть — традиционная роспись по белой эмали. Мастерские финифти на Русском Севере появились в XVII веке в городе Сольвычегодске, перешедшем в 1780 году из состава Архангелогородской губернии в Вологодское наместничество и ставшем в 1796 году уездным городом Сольвычегодского уезда Вологодской губернии. Позже подобной финифтью стали заниматься в Вологде.
Изначально главными в росписи были растительные мотивы (в основном — тюльпан) нанесённые на медную основу: мастера изображали на белой эмали цветочные орнаменты, птиц, зверей—в том числе и мифологических—с помощью множества красок. Однако, в начале XVIII века, искусство многокрасочной эмали стало утрачиваться, его стала вытеснять однотонная финифть (белая, синяя и зелёная). Только в 1970-е годы началось возрождение «усольской» финифти вологодскими художниками. Производство продолжается и сейчас.

### Ростовская финифть
Ростовская финифть — русский народный художественный промысел; существует с XVIII века в городе Ростове Великом. Миниатюрные изображения выполняются на эмали прозрачными огнеупорными красками, изобретёнными в 1632 году французским ювелиром Жаном Тутеном. Ремесло финифти было занесено в Ростов из Москвы, где мастера Оружейной палаты овладели эмальерным искусством ещё в XV веке. В течение XVIII — начала XX веков ростовские мастера стали лидерами по производству эмалей в Российской Империи. Продукция ростовских эмальеров поставлялась как в российские монастыри, так и в Грецию (преимущественно на Афон).
Покровителем местных артельщиков был настоятель Спасо-Яковлевского монастыря Иннокентий, возглавлявший и художественную мастерскую, организованную при монастыре. Монастырь часто посещали паломники, приобретавшие финифть и повышавшие её популярность. Оптовыми покупателями ростовской финифти были монастыри, впоследствии продававшие изделия в розницу.
В 1911 году в Ростове была открыта школа-мастерская, в которой преподаватели из Санкт-Петербурга и Москвы обучали местных мастеров технике миниатюрной портретной живописи, светскому портрету, орнаментальной живописи и пейзажу.

#### Стилистика ростовской финифти
С XVIII века большая часть продукции ростовских эмальеров представляла интерьерные предметы для храмов. Соответственно, преобладала религиозная тематика. Вставки из финифти стали размещаться на богослужебных книгах, утвари, панагиях, домашних икон и иконостасов, богато оформленных Евангелий. Ростовские производители финифти использовали как образцы российские и западно-европейские гравюры на религиозные сюжеты, а также иконы. В XVIII веке на ростовскую финифть повлияло барокко. На рубеже XVIII—XIX веков барокко сменилось классицизмом под влиянием культурных тенденций Москвы и Санкт-Петербурга. В это время была сформирована школа ростовской художественной живописи. Для продукции этого периода типично использование тёмно-розового, голубого и тёмно-синего цветов. Одной из отличительных особенностей ростовской финифти является нанесение изображения одеяний пунктиром.
Во второй половине XIX века ростовские кустари начали копировать как образцы западно-европейской живописи (живопись Рафаэля, Боттичелли), так и произведения русских мастеров: Васнецова, Иванова, Боровиковского. В редких случаях это были высокохудожественные копии, чаще изделия были выполнены примитивно и приближены к лубку.
Производители ростовской финифти использовали большое количество сюжетов: общепочитаемых и местнопочитаемых святых, различные изображения Богородицы и Иисуса Христа, библейские сюжеты.

#### Технология производства
Изначально изготавливалась тонкая финифтяная пластинка белого цвета. Она расписывалась художником. Только после завершения росписи она вставлялась в изделие (медную или серебряную оправу).
На рубеже XIX—XX веков по причине высокого спроса на изделия из эмалей техника упростилась и упало качество конечных изделий, кустари начали использовать один-два обжига. Использовалась техника скорописи в ущерб качеству изображения.